# Евангелическо-лютеранская церковь в Республике Казахстан
Евангелическо-Лютеранская Церковь в Республике Казахстан (каз. Қазақстандағы Інжіл-лютеран шіркеуі) представлена приходами в столице и 7-ми областях Казахстана Центр располагается в Астане. Имеет епископально-синодальное управление. Архиепископ — Юрий Тимофеевич Новгородов. Основу казахских лютеран составляют этнические немцы. Церковь входит в состав Всемирной лютеранской федерации.

## История Лютеран в Казахстане
Первые лютерана на территории современного Казахстана появились после того, как его земли были включены в состав Российской империи — ими были офицеры, врачи, инженеры, находившиеся на российской службе. Также значительную долю среди них составляли земледельцы, осваивавшие обширные казахские степи. Сама лютеранская церковь с 1832 года в империи имела особый статус, её руководителем де-юре считался правитель страны. Первая лютеранская община была основана в Акмолинске в 1895 году. Чуть позднее появились общины в Усть-Каменогорске, Семипалатинске, Петропавловске и некоторых других городах. 
После Октябрьской революции 1917 года лютеранская церковь, как и другие конфессии, подверглась гонениям — многие церкви были закрыты, имущество конфисковано, священники и активисты отправились в лагеря. Особый пик репрессий пришёлся на период Большого террора в 1937—1938 годах. После начала Великой Отечественной войны в 1941 году этнические немцы были депортированы из мест их традиционного проживания, около миллиона их оказалось на территории Казахстана, из них примерно 2/3 составляли лютеране. За годы ранней советской власти по лютеранской церкви был нанесён сокрушительный удар — из 2000 пасторов, имевшихся к 1917 году, в живых остались трое. Одним из них был Евгений Бахман, который в 1955 году освободился из лагеря, после чего приехал в Акмолинск.
К тому времени политический режим несколько смягчился, что позволило Бахману начать богослужения в доме по улице Куйбышева (современный адрес Баян-Аул, 101). В 1957 году ему удалось даже добиться официальной регистрации религиозный общины, которая на пару десятилетий оставалась единственной в Советском Союзе. Дальнейшие послабления в этой сфере произошли в 1970—1980-х годах, что позволило открыть молельные дома во многих других городах Казахстана. Однако, массовая эмиграция этнических немцев в Германию в 1990-х годах привела к снижению числа верующих. 
После получения Казахстаном независимости в 1992 году была зарегистрирована единая Евангелическо-лютеранская Церковь Республики Казахстан. Оценить число верующих лютеран к Казахстане на сегодняшний день может быть достаточно затруднительно, поскольку в церкви нет фиксированного членства. 